# Мавзолей Шокай датка
Мавзолей Шокай датка (каз. Шоқай датқа кесенесі) — памятник архитектуры Казахстана XVII-XVIII века, возведённый в честь датки (высокий титул) Шокая. Расположен в Сарысуском районе Жамбылской области на старом кладбище на восточной окраине села Саудакент.

## История
Шокай датка известен как участник освободительного движения против кокандцев и один из казахских лидеров, поддерживающих союз с Россией. Считается, что Шокай был отравлен людьми кокандского хана за то, что склонялся в пользу присоединения Коканда к России. Мавзолей был построен в 1856—1857 годах на средства его брата Шакена и сына Турегельды мастерами из Ташкента. Впоследствии оба были похоронены в том же склепе.
В 1946 году мавзолей был обследован Центрально-Казахстанской археологической экспедицией Академии наук Казахской ССР А. Х. Маргулана и экспедицией института Казреставрация А. Н. Марьяшева. В 1982 году мавзолей Шокай датка был включен в список памятников истории и культуры Казахской ССР республиканского значения и взят под охрану государства.

## Архитектура
Мавзолей представляет собой портально-центрическое сооружение размерами 8,0×4,0 м из жжёного кирпича со сфероконическом куполом на высоком гранёном барабане. Портал представляет имеет трёхчетвёртные колонны по бокам и две башенки поверху, покрытые поливными изразцами. В помещении мавзолея находится сводчатое надгробие — саркофаг.
Арка ниши входного проёма имеет стрельчатую форму, а по входной проём — прямоугольную. По бокам арки ниши входного проёма расположены углубленные декоративные ниши.